# Абильдаев, Аскар Зубайдильдаевич
Аска́р Зубайдильда́евич Абильда́ев (род. 16 июня 1971, Караганда) — советский и казахстанский футболист, тренер, функционер.

## Карьера

### Клубная

#### В советское время
Футболом увлёкся в возрасте девяти лет. В этом возрасте стал заниматься в группе подготовки карагандинского «Шахтёра». Первым тренером Абильдаева был Анатолий Владимирович Чудинов.
Свой дебютный матч за основу «Шахтёра» сыграл в 1986 году. В той игре горнякам противостоял алма-атинский клуб «СКИФ». В основе состава горняков Абильдаев быстро адаптировался, в этом ему помог тренер Серик Аширбеков.
Сыграв три сезона в «Шахтёре», в 1991 году был обменян в «Кайрат» на Владимира Тункина.

#### После распада СССР
После распада Советского Союза Абильдаев в первый же год в «Кайрате» стал чемпионом Казахстана и обладателем Кубка Казахстана. После «Кайрата» в 1994 году Абильдаев перешёл в павлодарский «Ансат». Сыграв один сезон в «Ансате», вернулся в родной «Шахтёр», где и окончил карьеру.

### За сборную
В советское время Абильдаев вызывался в состав молодёжной и юношеской сборной КазССР по футболу.
После независимости Абильдаев сыграл за юношескую, молодёжную и олимпийскую сборные Казахстана, а также в главной команде страны. В главной сборной Казахстана Абильдаев дебютировал 1 июня 1992 года в матче против Туркменистана. Первый и единственный гол за сборную забил в матче с тем же Туркменистаном, 14 сентября 1992 года. В целом за сборную Абильдаев сыграл 7 матчей и забил 1 гол.

## После окончания карьеры
После окончания карьеры в 1997 году Абильдаев стал игроком в мини-футбол. В частности, Абильдаев стал первым игроком, забившим в чемпионате Казахстана по футзалу 100 голов. Затем на протяжении тринадцати лет трудился на государственной службе, а в 2008 году вернулся в «Шахтёр» в качестве исполнительного директора. В 2015 году Абильдаев президентом ФФК был назначен директором департамента массового футбола. С 2016 года занимает пост исполнительного директора карагандинского «Шахтёра».

## Достижения
- Чемпион Казахстана: 1992
- Серебряный призёр чемпионата Казахстана: 1994
- Бронзовый призёр чемпионата Казахстана: 1995
- Обладатель Кубка Казахстана: 1992